# Iago Falque Silva
Iago Falque Silva (Vigo, 4 de gener de 1990) és un exfutbolista professional gallec que jugava com a migcampista o extrem. Va jugar en diversos equips de la Serie A italiana, i el seu darrer equip va ser l'America de Cali.